# Essai sur l'inégalité des races humaines
Essai sur l'inégalité des races humaines est un essai de pseudoscience français, d'Arthur de Gobineau visant à établir une hiérarchie entre les différentes « races humaines », blanche, jaune et noire. Paru en 1853 pour la première édition, partielle, il est édité en entier pour la première fois en 1855. 
La valeur scientifique de l'ouvrage est très contestée. Le consensus scientifique actuel rejette l’existence d'arguments biologiques qui pourraient légitimer la notion de « race »,,, reléguée à une représentation arbitraire selon des critères morphologiques, ethnico-sociaux, culturels, politiques ou liés à la couleur de peau.
L'ouvrage est également très critiquée pour les idéologies racistes qui s'en sont inspirées, toutefois, certains spécialistes de Gobineau mettent en avant ses qualités littéraires. Le professeur de lettre Jean Boissel parle de « livre-musée qui est aussi un livre-pamphlet ».

## Méthode pseudoscientifique
L'Essai sur l'inégalité des races humaines est un long ouvrage mêlant assertions scientifiques et préjugés populaires. Bien que son but soit de « faire entrer l’histoire dans la famille des sciences naturelles », le caractère scientifique de l'ouvrage est à nuancer fortement en ce que le point de départ de la réflexion de Gobineau, clairement revendiqué, est l'histoire du monde telle qu'elle est décrite dans l'Ancien Testament : il passe en revue l'histoire ancienne et sa succession de peuples et de civilisations à l'aune du critère unique des trois races noire, jaune et blanche, qu'il définit succinctement au début de l'ouvrage par quelques considérations essentiellement physiologiques et psychologiques.
Le mélange des races est pour Gobineau le moteur de l'histoire. Tout est réductible à cette cause comme il le souligne lui-même :
« je ne me dissimule pas non plus que la libre action des lois organiques, auxquelles je borne mes recherches, est souvent retardée par l'immixtion d'autres mécanismes qui lui sont étrangers. Il faut passer sans étonnement par-dessus ces perturbations momentanées, qui ne sauraient changer le fond des choses. À travers tous les détours où les causes secondes peuvent entraîner les conséquences ethniques, ces dernières finissent toujours par retrouver leurs voies. Elles y tendent imperturbablement et ne manquent jamais d'y arriver »
Gobineau analyse chaque peuple un à un, en expliquant ses réussites ou ses échecs selon la prédominance de tel ou tel élément ethnique en son sein ; en réalité, sa vision ethnologique est marquée par une hiérarchie des races rarement dissimulée.
Guidé par ce principe raciste qu'il justifie finalement peu, le contenu de l'œuvre apparaît donc essentiellement historique, avec l'aide de l'archéologie, de la linguistique, de la littérature. Parlant de l'ethnologie, Gobineau souligne que
« C’est la frapper de stérilité que de l’appuyer avec prédilection sur une science isolée, et principalement sur la physiologie. Ce domaine lui est ouvert, sans nul doute ; mais, pour que les matériaux qu’elle lui emprunte acquièrent le degré d’authenticité nécessaire et revêtent son caractère spécial, il est presque toujours indispensable qu’elle leur fasse subir le contrôle de témoignages venus d’ailleurs, et que l’étude comparée des langues, l’archéologie, la numismatique, la tradition ou l’histoire écrite, aient garanti leur valeur, soit directement, soit par induction, a priori ou a posteriori. »
Les analyses physiologiques des races sont en effet minoritaires chez Gobineau par rapport aux discours sur le caractère des peuples tels qu'il se révèle dans les annales ou dans l'archéologie. Finalement, en plus de cette tendance à l'érudition, l'ouvrage frappe par sa forte charge littéraire, soulignée par exemple par Hubert Juin dans sa préface.

## Résumé de l'ouvrage

### Livre 1 : Considérations préliminaires
Gobineau y explique la cause de la chute des civilisations : 
Les civilisations sont 
« Un état de stabilité relative, où des multitudes s'efforcent de chercher pacifiquement la satisfaction de leurs besoins, et raffinent leur intelligence et leurs mœurs »
Leurs décadences ne s'expliquent ni par des causes climatiques (chapitre VI), ni par des considérations morales (chapitre II), ni par l'action du politique (chapitre III), mais par des causes raciales : la « dégénération » due au « mélange des principes ethniques » (chapitre IV).
Contre l'idée d'une émergence de plusieurs races humaines dans le monde, Gobineau pose une origine commune à une époque adamique. Une période de climats très intenses (époque des géants) a modifié par la suite en profondeur la physiologie des hommes, et donné naissance à trois races bien distinctes, chaque race possédant son caractère propre. L'auteur affirme que ces caractères peuvent être hiérarchisés, avec au sommet les Blancs : ainsi les Noirs auraient le front fuyant, les traits affirmés, une intelligence inférieure, un sens de l'odorat et du goût développé, et un penchant pour l'extrême et le grotesque ; les Jaunes un front large d'où les traits peinent à se dégager, et un sens pratique visant à une jouissance tranquille de petit bourgeois ; le Blanc enfin est caractérisé par son sens de l'action et une largeur de vue très développée, associée à un manque de sensualité et de goût artistique.

### Livre 2: Civilisation antique rayonnant de l'Asie centrale au Sud-Ouest
Gobineau dresse alors la carte des mouvements des races qu'il a définies : les Noirs se répandent d'Afrique jusqu'en Asie, les Jaunes depuis l'Amérique soit vers l'Europe, soit le long des côtes asiatiques (où ils fusionnent avec les Noirs dans le type du Malais), quant aux Blancs, le berceau de leur race serait situé autour de la Mongolie-Mandchourie.

	
Entre l'Asie et l'Afrique, plusieurs races, notamment les Chamites, que Gobineau n'assimile pas aux Noirs, et les Sémites, développent des civilisations, toutes marquées à un degré plus ou moins fort, par un métissage avec la race noire : c'est le temps de l'Assyrie, de la Phénicie, ou de l’Égypte. Les monuments de ces civilisations s'expliquent selon lui par le goût de la démesure de ces peuples orientaux et le sens artistique des Noirs : 
«  le nègre est la créature humaine la plus énergiquement saisie par l'émotion artistique, mais cette émotion est toujours guettée par le grotesque.  »
Gobineau reconsidère ainsi les civilisations : la civilisation égyptienne aurait par exemple été stationnaire, tandis que l'Assyrie, berceau de l'art grec selon Winckelmann, lui serait supérieure.

### Livre 3: Civilisation rayonnant de l’Asie centrale vers le Sud et le Sud-Est
L'Inde, pour laquelle Gobineau ne cache pas son admiration, voit la perpétuation d'une race aryenne malgré de multiples invasions, grâce à une ségrégation par les castes : l'ordre de la société n'y est qu'un paravent d'un ordre racial.
Alors que les Aryens s'entredéchirent dans des divisions incessantes, la Chine se développe de manière presque autonome autour d'un Empire unifié, où règnent l'administration et l'utilitarisme.
Autour de ces deux civilisations, des peuples marqués par le sang noir se développent sans pouvoir atteindre à la perfection de l'Inde et de la Chine.
Les Blancs naissent en Mongolie, où ils sont surpris par la vitalité des Jaunes et se déplacent vers l'ouest, conquérant alors des territoires de peuples plus faibles.

### Livre 4: Civilisations sémitisées du Sud-Ouest
Le miracle grec naît de la conjonction des sangs blanc et jaune, et la décadence hellénistique s'explique par l'influence des peuples sémites environnants, sensible dans l'art monumental ou dans le despotisme politique.

### Livre 5 : Civilisation européenne sémitisée
Rome se développe également grâce au sang blanc des différents peuples installés alors en Europe. Les Sabins, héritiers des Cimbres ou Gaulois, donnent une dimension aristocratique et guerrière à la Rome naissante. L'empire qui se crée par la suite ne fait qu'amalgamer les peuples et favoriser le métissage en ménageant les particularités de chacun par un droit de plus en plus développé. Rome, comme la Grèce, tombera à cause de ses tendances sémitiques visibles clairement dans le byzantinisme.

### Livre 6: La civilisation occidentale
Tandis que les marches de l'Europe sont tenues par le Slave, marqué par son sang blanc, jaune et finnois, et sa personnalité « trop faible et trop douce pour exciter de bien longues colères chez les hommes qui l'envahissent, sa facilité à accepter le rôle secondaire dans les nouveaux États fondés par la conquête, son naturel laborieux », les Aryens développent leur culture égalitaire de propriétaires terriens et de guerriers. 
Les Aryens germains revivifient l'Empire romain et font entrer l'Europe dans le Moyen Âge, tandis que les Aryens scandinaves poussent leurs expéditions en Mer Noire et en Amérique. Cette vitalité, visible dans les villes italiennes, la France de l'Oïl ou la région du Rhin au Moyen Âge, se perpétuera dans l'entreprise d'expansion coloniale, avec le massacre, justifié dans la perspective naturaliste du développement des races, des peuples indiens, essentiellement jaunes, qui peuplaient l'Amérique.

### Conclusion générale
Gobineau conclut sur un tableau pessimiste : la race blanche est pour lui le principe vivifiant qui met en contact les races et permet la civilisation ; avec les empires coloniaux, elle a achevé sa tâche. 
«  Les deux variétés inférieures de notre espèce, la race noire, la race jaune, sont le fond grossier, le coton et la laine, que les familles secondaires de la race blanche assouplissent en y mêlant leur soie tandis que le groupe arian, faisant circuler ses filets plus minces à travers les générations ennoblies, applique à leur surface, en éblouissant chef-d'œuvre, ses arabesques d'argent et d'or.  »
Dans le même temps, la race blanche s'annihile, puisqu'elle se dissout dans un métissage généralisé qu'elle a contribué à créer. L'histoire voit donc la disparition progressive de l'homme blanc, remplacé par des peuples métis uniformes et sans vitalité. Une fois que ce principe de vitalité aura disparu, l'humanité tout entière se laissera mourir.
En prévoyant la fin de toute communauté humaine, Gobineau utilise une formule qui a profondément impressionné ses contemporains, y inclus Richard Wagner :
«  Les nations, non, les troupeaux humains, accablés sous une morne somnolence, vivront dès lors engourdis dans leur nullité, comme les buffles ruminants dans les flaques stagnantes des marais Pontins.  »

## Postérité et critiques
Dès 1885, trois ans après la mort d'Arthur de Gobineau, l'écrivain haïtien Joseph Anténor Firmin publia un essai d'un volume comparable (650 pages) où il réfute les thèses sur l'inégalité des races. Le titre de son livre, De l'égalité des races humaines, fait allusion au livre d'Arthur de Gobineau. Alors qu'il accepte a priori la notion de race, il explique le flou sur leurs définitions et l'absence de fondement des théories de hiérarchisation de ces races. Il souligne les réalisations noires à travers l'histoire, depuis l’Égypte antique et l’Éthiopie jusqu'à la République noire d'Haïti.
Le titre du livre I indique Considérations préliminaires ; définitions, recherche et exposition des lois naturelles qui régissent le monde social. Gobineau part « du fait établi » que les civilisations meurent, et il cherche les causes de ce déclin supposé des civilisations. Il proclame que l'athéisme ou l'immoralisme n'ont jamais fait mourir une société, pas plus que les mauvaises institutions ou les mauvais gouvernements. 
Pour Gobineau, les civilisations déclinent de façon naturelle par dégénération, terme qu'il emprunte à la zoologie de son époque, représentée alors par Georges Cuvier (1769-1832). La dégénération est pour Cuvier ce qu'il advient des espèces domestiquées par l'homme par croisements successifs. Selon Cuvier, il y a dans les animaux une permanence qui résiste à toutes les influences, naturelles et humaines, ce qui lui permet d'affirmer le concept d'espèce fixe, toute variation qui s'en écarte étant dégénération. 
Ce que Cuvier applique à l'espèce, Gobineau va l'appliquer à la race, en disant que les différences ethniques sont permanentes (titre chap. XI du livre I), en prenant l'exemple des Juifs. Gobineau associe et identifie race et peuple, race et nation, en prétendant s'appuyer sur les leçons de l'histoire. Il affirme que la race blanche est la plus noble de toutes. Pour cela, il ramène l'histoire à 6 grandes civilisations qu'il identifie à la race, en proclamant qu'une civilisation n'est grande qu'en gardant son groupe fondateur, et d'autant plus grande qu'elle découle de la race blanche, et de son rameau le plus illustre, la famille « ariane ». 
Gobineau, comme tous les historiens de son temps, commence par poser l'importance fondamentale de la race franque dans la naissance de la civilisation occidentale puis s’interroge sur ce qu'il reste de cette race et répond : « rien ». Contrairement à Richard Wagner, il ne croit pas à un destin cyclique de la race allemande. Il précise d'ailleurs qu'il ne reste de l'ancienne race aryenne que de ridicules poches en Angleterre et en Belgique. 
Pour Gobineau, l'homme contemporain est un homme de la décadence, un dégénéré, un produit différent de ses fondateurs, « parce qu'il n'a plus dans ses veines le même sang, dont des alliages successifs ont graduellement modifié la valeur ; autrement dit, qu'avec le même nom, il n'a pas conservé la même race ». 
Marie-Françoise Audouard conclut au sujet de l'ouvrage : « L’Essai, dont on a voulu faire une des sources du nazisme, est très précisément le contraire puisque l'auteur y dénonce tout ce que le nazisme systématisera : le nationalisme, le fonctionnarisme, la démagogie, la misère intellectuelle des parvenus et des petits chefs, la haine des supériorités morales et, bien entendu, l'uniformisation sociale. Il faut n'avoir jamais lu une ligne de Gobineau pour le rendre complice d'un Hitler déclarant en 1933 : « Je n'ai que faire de chevaliers. Ce qu'il me faut, ce sont des révolutionnaires ! » Gobineau a simplement chanté la fin d'un monde idéal, qui était le sien, et annoncé un monde toujours possible où l'on ira s'agenouillant devant le sacro-saint inspecteur et le divin délégué ». 
Viktor Klemperer dans LTI (1947) aborde justement la question du legs de Gobineau au nazisme. Pour lui, Gobineau a établi une rupture dans les conceptions prévalentes en basant les nationalismes sur des questions raciales et en minorant l'idée jusqu'alors dominante d'une race humaine commune tout en radicalisant les différences entre races, et en étant « le premier à enseigner que la race aryenne est supérieure, que la pure germanité est l'aboutissement de la race humaine et même la seule digne de ce nom, et qu'elle est menacée par le sang sémite » (chap. 20, La racine allemande). Et cela a un aspect ironique, puisque les historiens nazis (Herman Blome) chercheront en vain un précurseur allemand au français Gobineau chez les Romantiques.
Selon Esther Benbassa, l'Essai.... est certes dénué de tout projet de restauration d'une « race supérieure », « mais les élucubrations pessimistes de Gobineau sur la déchéance irréversible des « Arians » condamnés au métissage, n'en dresse pas moins la première histoire raciste de l'humanité construite autour du mythe aryen. ».
Pour Pierre-André Taguieff, les théories de Gobineau sur le métissage et sur les inégalités entre races, ont contribué à alimenter des théories racistes, et ont été ensuite utilisées à ce titre par d'autres.
Une autre façon de résumer l'évolution des analyses successives concernant cet essai, est de lire les différentes mentions et notices que lui consacre le dictionnaire Larousse. En 1922, dans le Larousse universel publié cette année-là, il est noté à son propos : « Fondé sur l’idée de la race comme facteur fondamental de l’histoire, il présente l’aryen dolichocéphale blond comme le type de l’humanité supérieure. »  En 1999, le Petit Larousse est plus nuancé et avance que l'ouvrage « prétend retracer et expliquer par le processus historique du métissage la marche de l’humanité vers un déclin inéluctable ». Il précise aussi que les « théoriciens du racisme germanique se réclament » des théories du comte de Gobineau, mais ont en partie travesti ses thèses.

## Éditions
- Première édition :
  - Tomes I et II, livres 1 à 4, dédicace à Georges V, roi de Hanovre, Didot, Paris, 1853.
  - Tomes III et IV, livres 5 et 6, conclusion générale, Didot, Paris, 1855.
- Deuxième édition en deux volumes, avec un avant-propos de l'auteur, Didot, Paris, 1884. Cette édition, préparée par l'auteur, est parue après sa mort. Le texte n'a pas été retouché.
- Essai sur l'inégalité des Races humaines, 1854. Édition de 1933.
- Réédition aux éditions Pierre Belfond, Paris, 1967, avec une introduction d'Hubert Juin. [lire en ligne] sur Les Classiques des sciences sociales.